# Новий Варяш
Новий Варя́ш (рос. Новый Варяш, башк. Яңы Вәрәш) — присілок у складі Янаульського району Башкортостану, Росія. Входить до складу Староваряської сільської ради.
Населення — 96 осіб (2010; 112 у 2002).
Національний склад:
- удмурти — 98 %